# Пізанелло
Пізане́лло (італ. Pisanello), справжнє ім'я Анто́ніо ді Пу́ччо Піза́но (італ. Antonio di Puccio Pisano); бл. 1395, Піза — бл. 1455, Рим) — італійський живописець, рисувальник і медальєр. Пізанелло був одним із головних представників мистецтва пізньої готики в Північній Італії, а також майстром портретних медалей.
Один з найобдарованіших рисувальників XV ст., який надавав лініям енергію, точність, вишукану гостроту. Пізанелло, як і свої північно-італійські попередники, був переважно майстром натурної штудії. Але вона перестала грати характерну роль «зразка» для майстрів пізньої готики. Випереджаючи інших художників Раннього Відродження, Пізанелло робить натурну штудію неодмінним попереднім етапом роботи над живописним твором, необхідною частиною творчого процесу.

## Біографія
Ймовірно навчався у Стефано да Верона, зазнав впливу Альтік'єро да Дзевіо. Співпрацював з Джентіле да Фабріано, який в 1427 році заповів йому свої робочі інструменти. Дитинство і юність провів у Вероні, де пізніше проживала його родина. У 1442 році за вироком венеційської влади був позбавлений права перебувати у Вероні та інших венеційських володіннях через те, що брав участь у штурмі Верони мантуанськими військами. Працював у Вероні (1425—1426, 1433—1438), Венеції (бл. 1415—1419), при дворі Гонзага в Мантуї (1422, 1424—1426, 1439, 1440-ві), а також у Мілані, Павії, при дворі Леонелло Д'Есте у Феррарі (1432, 1438, 1441—1448), при дворі короля Альфонсо Арагонського в Неаполі (1449—1450). Рік та місце смерті художника точно невідомі.

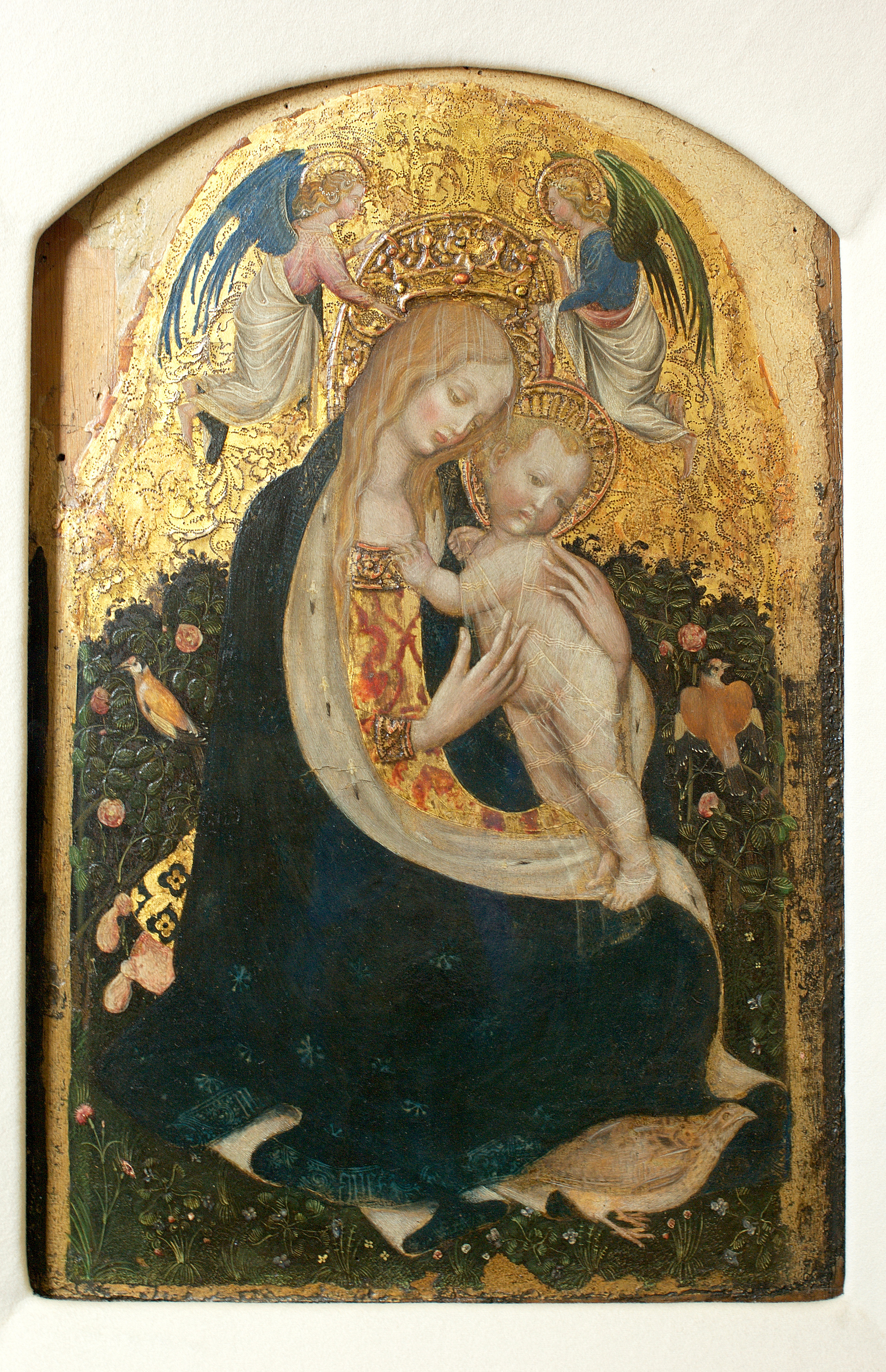
Викрадена і знайдена в Україні картина Пізанелло «Мадонна з куріпками», бл. 1420. Музей Кастельвеккйо, Верона

Художня спадщина Пізанелло порівняно невелика, оскільки деякі твори були втрачені: не збереглися розписи у Венеції (Палац дожів), Римі (Латеранська базиліка), Павії (замок Вісконті). Нещодавно виявлені незакінчені розписи на теми лицарських легенд в палаццо Дукале в Мантуї (1440-і) знаходяться у дуже поганому стані. Також чудово проявив свій талант в живописі, малюнку і медальєрному мистецтві.
За свого життя був найпрославленішим художником Італії, оспіваним поетами і гуманістами. Відомий гуманіст Гваріно та Верона присвятив йому цілу поему, звеличуючи його як художника, який оволодів мистецтвом наслідувати природі і знаходити гармонійну згоду деталей. Але історичне місце Пізанелло не настільки однозначне. Пізанелло — художник перехідного часу, що склався на стику двох культур — художньої культури пізньої готики, що зберігала свої позиції в Північній Італії, і яка стрімко формувалася і при дворах північно-італійських правителів, нової гуманістичної освіченості.

## Аналіз творчості
Пізанелло органічно засвоїв рафіновану красу готичних формул; в його живописних роботах і малюнках лінія не тільки позначає контур форм, силуети фігур, малюнок складок, але і володіє самоцінною красою, залишився байдужим до проблем перспективи, які хвилювали флорентійців та Якопо Белліні, воліючи розгортати композицію на площині, дуже високо піднімаючи лінію горизонту. До традиції пізньої готики сходять і властивий Пізанелло пильний інтерес до деталей, любов до зображення птахів і тварин. У той же час художник виходить за межі зніженого, спірітуалізованого світу пізньої готики. Мистецтво Пізанелло відзначене елементами нового художнього бачення.
|  |  |

Це відчувається у його ранніх роботах, що збереглися: «Мадонні з куріпками» (бл. 1420, Верона, Музей Кастельвеккйо), розписах стіни надгробку Брендзоні (1426—1428, Верона, церква Сан-Фермо Маджоре). Але особливо чітко нові риси проявляються в роботах художника 1430—1440-х років. У виконаних майже одночасно фресці «Св. Георгій і принцеса» (1436—1438, Верона, церква Св. Анастасії) і невеликий картині «Видінні св. Євстафія» (бл. 1436—1438, Лондон, Національна галерея) Пізанелло створює образ світу, побаченого при всьому його різноманітті, багатстві деталей, без світлого релігійного розчулення, похмурого, навіть суворого. Він надає перевагу невластивій готичним майстрам стриманій, темній барвистій гамі, вдивляється в деталі — від численних птахів і тварин до панорами міста і шибениці з тілами двох страчених — пильним, вивчаючим поглядом аналітика.
Ще більш стриманим, майже небагатослівним стає Пізанелло в одній з останніх своїх живописних робіт — «Видіння Мадонни св. Антонію, Абату і Георгію» (бл. 1445, Лондон, Національна галерея), де деталі нечисленні, фарби блакитного неба, темної зелені лісової галявини, коричневої ряси монаха, сріблясто-білі шати св. Георгія приглушені, а чудово врівноважена композиція побудована за ренесансним принципом трикутника. Нарешті, в зовнішності персонажів художника, ставних, з карбованими профілями, є статечність і холоднувата велич. На жаль, в дуже поганому стані зберігся найбільший живописний його цикл — порівняно нещодавно відкриті розписи на теми лицарських легенд (1440-е, Мантуя, палаццо Дукале), в яких витонченість графічного початку з'єднується з деякою архаїчністю спільного рішення, особливо очевидною в багатофігурній сцені лицарської битви.
|  |  |

Особливо повно розкрилися гуманістичні уявлення про людину в портретних медалях Пізанелло — новому, створеному ним жанрі дрібної пластики на основі стилістики античних монет. З двох збережених живописних портретів Пізанелло — «Портрет Джиневри д'Есте» (бл. 1435—1440, Париж, Лувр) і «Портрет Леонелло д'Есте» (1441, Бергамо, Академія Каррари) — останній, який був створений у змаганні з Якопо Белліні, поєднує злегка стилізовану гостроту передачі портретної схожості з силою образного і мальовничого узагальнення. У художній спадщині митця важливе місце займають малюнки, більшість з яких увійшла разом з малюнками інших північноіталійських майстрів до так званого «Кодексу Валларді» (Париж, Лувр).

## Основні твори
- «Мадонна з куріпками», 1420, Верона, Музей Кастельвеккйо
- Надгробок Нікколо Брендзоні, 1426—1428, фреска, Верона, церква Сан-Фермо Маджоре,
- «Портрет імператора Сигизмунда» (атрибуція), 1432—1433, Відень, Музей історії мистецтв
- «Портрет Джиневри д'Есте», 1435—1440, Париж, Лувр
- «Св. Георгій і принцеса», 1436—1438, фреска Верона, церква Св. Анастасії, капела Пеллегріні
- Герб сімейства Пеллегріні, 1437—1438, фреска, церква Св. Анастасії, капела Пеллегріні
- «Портрет Леонелло д'Есте», 1441, Бергамо, Академія Каррари
- «Видіння Мадонни св. Антонію, Абату і Георгію», 1445, Лондон, Національна галерея.